# Gabriel-Florinel Florea
Gabriel-Florinel Florea (n. 17 aprilie 1981) este un om de afaceri, fost fotbalist și politician român, ales deputat în 2024 din partea AUR.
Florea  s-a născut pe 17 aprilie 1981 în Republica Socialistă România. Florea a jucat fotbal la FC Rapid București și la Steaua, fiind căpitanul echipei naționale a României de juniori la campionatul european UEFA din 1999. Este patronul restaurantului Onix Glamour din Alexandria și a fost anterior președintele filialei teleormănene a PRU.

## Carieră politică (2024–prezent)
A fost ales membru al Camerei Deputaților de Teleorman din partea Alianța pentru Unirea Românilor la alegerile parlamentare din 1 decembrie 2024, preluând mandatul pe 21 decembrie.